# Renata Litvinova
Pour les articles homonymes, voir Litvinova.
Renata Mouratovna Litvinova (en russe : Рена́та Мура́товна Литви́нова), née le 12 janvier 1967 à Moscou en URSS, est une actrice, scénariste, réalisatrice et productrice de cinéma soviétique puis russe.

## Biographie
Renata Litvinova fait ses études à l'Institut national de la cinématographie dans la classe d'Issaï Kouznetsov.
En 2003, elle participe au projet multimédia britannique de Peter Greenaway The Tulse Luper Suitcases, apparaissant dans le troisième épisode de la trilogie From Sark to the Finish.
En 2004, elle passe derrière la caméra en réalisant un film dramatique d'après son propre scénario Déesse : Comment je suis tombée amoureuse, où elle tient également le rôle principal. Son second film Le dernier conte de Rita réalisé en 2011 est présenté l'année suivante à la compétition du Festival international du film d'Odessa.
En 2005, elle fait partie du Jury international Œuvre Première - Prix de Venise au sein du Jury de la Mostra de Venise.
En plus de son activité au théâtre et au cinéma, Litvinova est connue pour avoir présenté à la télévision les émissions sur l'histoire de la mode (Piédestal de la beauté et Beauté cachée sur la chaîne Kultura), et sur l'histoire du cinéma (Séance de nuit avec Renata Litvinova sur NTV, Cinéma première "et Cinemania sur Muz-TV).
Elle est égérie de nombreuses marques : des produits cosmétiques L'Oréal, des montres Rado, des voitures Volvo, des bijoux Carrera Y Carrera.
En 2017, elle est membre du jury de l'émission télévisée Minuta slavy, l'adaptation russe de l'émission britannique Britain's Got Talent.
En février 2022, elle se déclare opposée à l'invasion de l'Ukraine par la Russie. Elle vient alors vivre à Paris avec sa partenaire la chanteuse Zemfira.

## Filmographie partielle

### En tant que réalisatrice
- 2000 : Il n'y a pas de mort pour moi (Нет смерти для меня) (documentaire de 52')
- 2004 : Déesse : Comment je suis tombée amoureuse (Богиня: как я полюбила)
- 2008 : Le Théâtre vert chez Zemfira (ru) (Зелёный театр в Земфире) (documentaire de 76')
- 2011 : Le Dernier Conte de Rita (Последняя сказка Риты, Poslednyaya skazka Rity)
- 2016 : Bons Baisers de Saint-Pétersbourg (Петербург. Только по любви) (film collectif)
- 2021 : Le Vent du Nord (Северный ветер)

### En tant que scénariste
- 1994 : Les Petites Passions (Увлеченья) de Kira Mouratova
- 1997 : Trois Histoires (Три истории) de Kira Mouratova
- 1998 : Les Silencieuses (Страна глухих) de Valeri Todorovski
- 2007 : Deux en un (Два в Одном) de Kira Mouratova
- 2016 : Bons Baisers de Saint-Pétersbourg (Петербург. Только по любви)
- 2021 : Le Vent du Nord (Северный ветер) d'elle-même

### En tant qu'actrice
Cinéma
- 1994 : Les Petites Passions (Увлеченья) de Kira Mouratova : Lilia
- 1997 : Trois Histoires (Три истории) de Kira Mouratova : Ofelia
- 1999 : Huit Dollars et demi (Восемь с половиной долларов) de Grigori Konstantinopolski
- 2003 : The Tulse Luper Suitcases, Part 3: From Sark to the Finish de Peter Greenaway : Constance Bulitsky
- 2004 : L'Accordeur (Настройщик) de Kira Mouratova : Lina
- 2004 : Déesse : Comment je suis tombée amoureuse (Богиня: как я полюбила) d'elle même : Faïna, enquêteur de police
- 2006 : Je n'ai pas mal (Мне не больно) d'Alekseï Balabanov : Natella Antonovna
- 2007 : Deux en un (Два в Одном) de Kira Mouratova : Alissa
- 2011 : Le Dernier Conte de Rita (Последняя сказка Риты, Poslednyaya skazka Rity) d'elle même : ange de la mort
- 2012 : Het Meisje en de Dood de Jos Stelling : Nina
- 2012 : L'Éternel Retour (Вечное возвращение) de Kira Mouratova : Elle
- 2015 : De l'amour (Про любовь) d'Anna Melikian : la professeure
- 2018 : ANGST de Vladislav Yö et Maria Magdalena Mitrovski : Frau Doktor Oberhaupt
- 2021 : Le Vent du Nord (Северный ветер) d'elle-même : Margarita

Télévision
- 2000 : La Frontière : Roman de taïga (Граница. Таёжный роман) d'Alexander Mitta : Albina